# Buru (okręg Kluż)
Buru – wieś w Rumunii, w okręgu Kluż, w gminie Iara. W 2011 roku liczyła 177 mieszkańców.